# Entrée en vigueur de la loi en droit canadien
Pour un article plus général, voir Entrée en vigueur.
En droit canadien, il y a plusieurs modes d'entrée en vigueur d'une loi : par proclamation, par décret, à la date de la sanction, à une date précise prévue dans le texte de loi, ou  selon les modalités prévues par la Loi d'interprétation en cas de silence du texte de loi. Les provinces ont elles aussi des règles pour l'entrée en vigueur de lois dans leur ressort, qui s'apparentent aux règles fédérales.

## Par décret
Une loi peut prévoit qu'elle va entrer en vigueur par décret. Par exemple, la Loi modifiant la Loi sur la santé et la sécurité au travail prévoit à son article 13 qu'elle entrera en vigueur par décret. Pour trouver la date exacte d'entrée en vigueur, il est alors nécessaire de rechercher le décret dans la Gazette officielle numérisée du gouvernement.

## Par proclamation
Une loi peut prévoir qu'elle entrera en vigueur par proclamation. À titre d'exemple, la Loi sur l'hymne national de 1980 prévoit à son article 23 qu'elle entrera en vigueur par proclamation. Pour trouver la date exacte d'entrée en vigueur, il faut généralement rechercher la proclamation dans la Gazette officielle numérisée du gouvernement .

## À la date de la sanction
Une loi peut prévoir qu'elle entrera en vigueur à la date de la sanction. Par exemple, la Loi constituant la Régie des installations olympiques  prévoit à son article 34 que la date de la sanction correspond à la date d'entrée en vigueur.

## À une date précise
Une loi peut prévoir que la date d'entrée en vigueur correspond à une date autre que la date de la sanction. Par exemple, dans la Loi portant réforme de l’organisation territoriale municipale des régions métropolitaines de Montréal, de Québec et de l’Outaouais, l'article 260 de la loi prévoit que la majorité de la loi entre en vigueur à la date de la sanction (20 décembre 2000), mais que certaines dispositions entreront en vigueur à d'autres dates (1er janvier 2001 et 1er janvier 2002).

## En cas de silence de la loi
D'après l'article 5  (2) de la Loi d'interprétation canadienne , « Sauf disposition contraire y figurant, la date d’entrée en vigueur d'une loi est celle de sa sanction». D'après l'art. 6 (2) a) L.I., en l’absence d’indication de date d’entrée en vigueur, un texte prend effet, s’il s’agit d’une loi, à zéro heure à la date de sa sanction au nom de Sa Majesté.
À l'article 5 de sa Loi d'interprétation, le Québec prévoit qu'« une loi entre en vigueur le trentième jour qui suit celui de sa sanction, à moins que la loi n’y pourvoie autrement ».